# 北京市通州区商务局
39°54′25″N 116°39′26″E / 39.90689°N 116.65735°E
北京市通州区商务局是北京市通州区人民政府的一个部门。

## 领导
2021年2月，本机构的领导为：
- 李霞：党组书记、局长、二级巡视员，通州区粮食和物资储备局局长。工作分工：负责通州区商务局全面工作
- 韩向群：党组成员、一级调研员。工作分工：协助局长做好商业行业发展工作
- 刘月刚：党组成员、副局长、三级调研员。工作分工：分管粮食储备服务中心、办公室
- 车欣薇：党组成员、副局长。工作分工：分管对外经贸科、服务业扩大开放推进事务中心工作
- 高士増：党组成员、副局长。工作分工：分管商务发展科、消费流通工作、安全生产工作
- 陈国增：一级调研员。工作分工：协助局长做好服务产业发展工作
- 郭敏：二级调研员。工作分工：协助分管安全生产工作
- 刘兴琳：四级调研员。工作分工：协助分管粮食储备服务中心工作
- 闫法堂：四级调研员。工作分工：协助分管党务工作

## 机构设置
2021年2月，本机构下设：
- 对外经贸科
- 商务发展科（行政审批科）
- 办公室
- 国际贸易促进委员会通州支会
- 通州区粮食储备服务中心
- 通州区服务业扩大开放推进事务中心